# Idioma naso tjerdi
El idioma téribe o térraba —llamado por sus hablantes y por disposición legal en Panamá naso tjerdi— es una lengua hablada por los indígenas naso o teribe, al noroeste de Panamá, en la provincia de Bocas del Toro y en el sur de la provincia de Puntarenas, Costa Rica, en esta última casi extinta. Con la ayuda del grupo panameño, los Térrabas de Costa Rica están recuperando el conocimiento de su idioma originario.
Pertenece a la familia lingüística chibcha, dentro del grupo de lenguas ístmicas occidentales. Actualmente, es hablado por unas 3000 personas, quienes también utilizan el español como lengua alternativa.
El idioma presenta un orden sintáctico del tipo OVS (Objeto–Verbo–Sujeto).